# 風よ、万里を翔けよ
『風よ、万里を翔けよ』（かぜよ、ばんりをかけよ）は、田中芳樹による日本の時代小説、および小説を原作とする漫画作品。

## あらすじ
611年、第2次高句麗遠征を計画した2代皇帝楊広は広く徴兵を命じた。花家の男は老いた父親だけだったため、父を案じる一人娘の木蘭が男装し、女性であることを隠して徴兵に応じた。
木蘭は遠征で賀廷玉、沈光という男と出会い、互いに信頼を置くようになる。遠征は大敗に終わるが、木蘭らは薛世雄の指揮下で武勲を挙げて生き残り、帰還の途につくことができた。沈光は活躍が皇帝の目に留まり、折衝郎将の任を与えられた。
続いて、第3次高句麗遠征が発せられ、木蘭と廷玉は、今度は沈光の部下として再び高句麗に赴く。しかし、隋国内で楊玄感による反乱が起きたことから、遠征隊は高句麗を攻め滅ぼす前に撤退を強いられた。その際、木蘭らは処刑覚悟で無断で官倉を開き遠征軍のための糧食を飢餓に苦しむ民に与えた官吏の張須陀の功を皇帝に奏上し、命を救うことになった。
隋の各地で反乱が起きており、張須陀は河南討捕軍の大使に任ぜられ、木蘭と廷玉は副将として河南討捕軍に派遣される。反乱軍相手に連戦連勝する河南討捕軍であったが、隋朝、皇帝の衰えは止められなかった。反乱軍を統合した李密の策に陥り、河南討捕軍は分断・包囲される。分断され包囲された河南討捕軍を救出するために張須陀は何度も僅かな兵で突撃を繰り返すが、やがて討たれてしまう。
木蘭と廷玉は沈光に引き立てられ、河南討捕軍を離れて江都で皇帝警護の任に就く。そこで、皇帝には往時の面影も無いことを木蘭は知る。宇文化及、宇文智及兄弟による乱が起き、皇帝が弑逆される。木蘭と廷玉は沈光の命によって江都を離れ、沈光は宇文兄弟を襲撃、奮戦するも返り討ちに会う。
木蘭と廷玉は偽名を使い、河北で隋に反乱を起こしていた竇建徳の下で皇帝を僭称する宇文兄弟を友・沈光の仇として討った。事情を知った竇建徳は木蘭と廷玉が竇建徳の下を離れるのを許し、2人は木蘭の故郷へと帰って行く。
故郷で木蘭は女性の衣装に戻り、廷玉に自分が女であったことを告げる。廷玉は今までこのような美女が傍らにいたことを気づかなかった己の不明を悔いるのだった。

## 登場人物
花 木蘭（か もくらん）
主人公。老いた父の代わりに男装をしており、字は子英（しえい）を名乗る。
賀 廷玉（が ていぎょく）
字は伯陽（はくよう）。最後の最後、木蘭自身から告白されるまで、木蘭が女性であることには気づかなかった。
沈光（しん こう）
字は総持（そうじ）。第2次遠征での活躍から「肉飛仙」（「肉体を持った仙人」の意）のあだ名で呼ばれることもある。
木蘭が女性であることは、うすうす気づいていた。
楊広（よう こう）
隋朝2代皇帝。当初はたぶんに気分屋ではあるものの有能な統治者として描かれていたが、次第に国政に無関心になる。
物語終盤、楊広を間近に目撃した木蘭は「要、不要ではなく、快、不快で政治を含めた物事を判断する人」と感じている。
よく知られる「煬帝」という呼び名は死後に追諡されたものであるため、物語中の他の登場人物から煬帝と呼ばれることはない。
張須陀（ちょう すだ）
地方官僚であったが、飢饉の際に独断で国庫を開き領民を救ったことで楊広の目に留まり、後に河南討捕大使に任ぜられる。それまで武功は無かったが、作戦指揮が的確であり、反乱軍に対し連戦連勝した。人物としても優れており、木蘭、廷玉も張須陀を尊敬している。
包囲された部下を救出するために何度も突撃を繰り返したが、衆寡敵せず、反乱軍に討たれて戦死する。
死後、張須陀には帝室からは何の礼も送られなかったため、木蘭、廷玉ら部下は隋に憤慨することになる。
秦叔宝（しん しゅくほう）、羅士信（ら ししん）
河南討捕軍副将。木蘭、廷玉と共に張須陀の下で戦った。張須陀の死後も河南討捕軍に残るが、隋朝が死した張須陀の功を報いず、蔑ろにしたこともあり、最終的には反隋に身を投じることになる。

## 漫画版

### 秋乃茉莉版
秋乃茉莉による漫画版が、『ふぁんデラ』（角川書店）に1998年12月号から1999年4月号まで連載された。全5話。コミックスはあすかコミックスDX（角川書店）より全1巻。
副題が付き『風よ、万里を翔けよ-花木蘭物語』となっている。

### もとむらえり版
もとむらえりによる漫画版が、『月刊プリンセス』（秋田書店）2016年5月号より2018年3月号まで連載された。全20話。コミックスはプリンセス・コミックス（秋田書店）より全4巻。

## 既刊一覧

### 小説
単行版
- 田中芳樹『風よ、万里を翔けよ』徳間書店、1991年7月発行。ISBN 4-19-124493-0。
挿画：橋本正枝
- 田中芳樹『風よ、万里を翔けよ』中央公論社、1998年9月発行。ISBN 4-12-002826-7。

新書・文庫
- 田中芳樹『風よ、万里を翔けよ』徳間書店〈トクマ・ノベルズ〉、1997年1月発行。ISBN 4-19-850358-3。
挿画：皇なつき
- 田中芳樹『風よ、万里を翔けよ』中央公論新社〈中公文庫〉、2000年12月発行。ISBN 4-12-203752-2。
- 田中芳樹『風よ、万里を翔けよ』（新装版）中央公論新社〈中公文庫〉、2016年3月発行。ISBN 4-12-206234-9。

### 漫画版
- 秋乃茉莉 画『風よ、万里を翔けよ-花木蘭物語』角川書店、1999年6月28日発売。ISBN 4-04-853098-4。
- もとむらえり 画『風よ、万里を翔けよ』 全4巻、秋田書店。

1. 2016年10月14日発売。ISBN 978-4-253-27331-2。
2. 2017年4月14日発売。ISBN 978-4-253-27332-9。
3. 2017年10月16日発売。ISBN 978-4-253-27333-6。
4. 2018年4月16日発売。ISBN 978-4-253-27334-3。

## 関連作品
- 奔流 - 本作の作者である田中芳樹が、同じく中国の民間説話で男装のヒロインが登場する『梁山伯と祝英台』をモチーフに書いた小説。